# La Chapelle-des-Fougeretz
La Chapelle-des-Fougeretz település Franciaországban, Ille-et-Vilaine megyében. Lakosainak száma 4603 fő (2022. január 1.). La Chapelle-des-Fougeretz La Mézière, Melesse, Montgermont, Pacé és Saint-Grégoire községekkel határos.

## Népesség
A település népességének változása:
| Lakosok száma | 644  | 1791 | 2513 | 3538 | 4673 | 4806 | 4773 | 4682 | 4628 | 4603 |
|               | 1968 | 1982 | 1990 | 2006 | 2013 | 2015 | 2017 | 2019 | 2020 | 2022 |